# Médico escritor
Médico escritor é o médico que escreve de forma criativa em campos fora da prática da medicina. Seus trabalhos incluem contos, romances, poemas, literatura infantil, peças teatrais, ensaios, ficção especulativa, biografias e traduções.
Encontramos médicos escritores desde a mais remota era até os tempos atuais.

## Antiguidade
- Ctésias de Cnido – médico grego, historiador.
- São Lucas – apóstolo e autor de um dos 4 evangelhos. É o padroeiro dos médicos.

## Idade Média
- Avicena (980 – 1037) – considerado o maior filósofo do Islamismo. Precursor da introdução dos algarismos arábicos na cultura ocidental.
- Maimônides (1138 – 1204) – filósofo muçulmano em Andaluzia, Marrocos e Egito.
- Nicolau Copérnico (1473 – 1543) – médico, matemático, astrônomo, tradutor, jurista polonês.
- Girolamo Fracastoro (Fracastorius) (Verona, 1478 — Incaffi, 8 de agosto de 1553) foi um médico, matemático, geógrafo e poeta italiano.
- François Rabelais (1483 – 1553) – médico francês, sacerdote, produtor de peças satíricas e humorísticas de cunho religioso.

## Idade Moderna
- Thomas Campion (1567 - 1620) - médico e compositor britânico.
- «Luis Barahona de Soto». (1548 - 1595) - médico poeta espanhol.
- «Jacques Grévin». (1539 - 1570) - médico e dramaturgo francês.
- «Jan Brozek». (1585 - 1652) - médico poeta, matemático, músico e astrônomo polonês.
- Angelus Silesius (1624 - 1677) - filósofo, médico, poeta, jurista polonês.

## Idade Contemporânea
- Oliver Goldsmith (1728 - 1774) - médico escritor irlandês.
- Joaquim Manuel de Macedo (1820 - 1882) - médico escritor brasileiro.
- Anton Tchekhov (1860 - 1904) - médico escritor russo.
- Olinto de Oliveira (1865 - 1956) - médico escritor gaúcho, fundador da Academia Rio-grandense de Letras.
- Afrânio Peixoto (1876 - 1947) - médico escritor mineiro, membro da Academia Brasileira de Letras e da Academia Brasileira de Filologia.

## Atualidade
- Polidoro Ernani de São Tiago (1909 - 1999) - médico escritor brasileiro.
- João Guimarães Rosa (1908 - 1967) - médico romancista brasileiro.
- Pedro Nava - (1903 - 1984) - médico escritor mineiro.
- Lair Ribeiro - médico escritor e conferencista brasileiro.
- Moacyr Scliar - médico escritor gaúcho. Membro da Academia Brasileira de Letras
- António Lobo Antunes - médico escritor português, vencedor do Prêmio Camões de 2007.

## Por que o médico escreve
Ao longo da história, sempre encontramos médicos escritores. Na Grécia antiga tiveram inspiração na mitologia.
O seu contato íntimo com o drama da vida humana (nascimento, doenças, morte) faz o médico um observador em posição privilegiada desses sentimentos, fazendo com que gravem e criem histórias sob essas inspirações.
O fator que também induz o médico a escrever é a curiosidade, nata e trabalhada por sua profissão, a respeito de todos os dramas humanos. Ele tem na prática médica sua finalidade, apoiando-se na literatura, e esta se apoiando na sua prática, numa inter-relação de ações. O segredo de profissão faz do médico um ser humano de grande conhecimento do padecimento de seus pacientes, que, no entanto, não pode revelar. A literatura abre um caminho para esse escape de que se sente necessitado.

## Associações de médicos escritores
Em 1955 um grupo de médicos escritores criou a Federação Internacional de Sociedades de Escritores Médicos (FISEM), tendo como um de seus fundadores o médico André Soubiran, autor de “Homens de branco”. A FISEM trocou o nome, em 1973, para Union Mondiale des Écrivains Médécins (UMEM). É a célula-mãe de outras instituições semelhantes ao redor do mundo.
Há associações de médicos escritores na Alemanha, Bélgica, Brasil, Bulgária, Espanha, França, Grécia, Itália, Holanda, Polônia, Portugal, Romênia e Suíça, entre outros países.

### Brasil
No Brasil foi criada, nos moldes da FISEM-UMEM, a Sociedade Brasileira de Escritores Médicos (SBEM), depois denominada Sociedade Brasileira de Médicos Escritores (SOBRAMES).
Posteriormente, também foi criada a Academia Brasileira de Médicos Escritores (ABRAMES).

### Portugal
Em Portugal existe a Sociedade Portuguesa de Escritores e Artistas Médicos (SOPEAM).

### Moçambique
Em 2013 foi criada a Associação dos Médicos Escritores e Artistas de Moçambique - AMEAM pelo médico Helder Fernando Brígido Martins, espelhada na SOPEAM, na SOBRAMES e na UMEAL.

### América Latina
Na América Latina há a Liga Sul-americana de Médicos Escritores (LISAME).
No Uruguai foi criada a Sociedad Uruguaya de Médicos Escritores (SUMES), posteriormente rebatizada de Sociedad Uruguaya de Médicos Artistas (SUMART), com vistas a ampliar a lista de médicos em seus quadros.

### CPLP
Nos países lusófonos foi criada a União de Médicos Escritores e Artistas Lusófonos (UMEAL), tomando como base a SOBRAMES e a SOPEAM.

## Publicações de médicos escritores
A imprensa do Hospital Johns Hopkins publica “Literature and Medicine”, um periódico voltado à interface medicina-literatura.
A Associação Médica Britânica mantém uma lista de médicos escritores em sua página virtual.
A Sociedade Brasileira de Médicos Escritores, através de suas filiadas regionais nos Estados brasileiros, publica alguns periódicos, entre eles:
- Revista Oficina de Letras,
- Literapia,
- O Bandeirante.